# ዠ
Cette page contient des caractères éthiopiques. En cas de problème, consultez Aide:Unicode ou testez votre navigateur.
ዠ (translittéré jä, zhä ou žä) est un caractère utilisé dans l’alphasyllabaire éthiopien pour l’écriture de l’amharique, du bilen, du tigré et du tigrigna comme symbole de base pour représenter les syllabes débutant par une consonne fricative palato-alvéolaire voisée [ʒ].

## Usage
L’écriture éthiopienne est un alphasyllabaire ou chaque symbole correspond à une combinaison consonne + voyelle, organisé sur un symbole de base correspondant à la consonne et modifié par la voyelle. ዠ correspond à une consonne fricative palato-alvéolaire voisée [ʒ] (ainsi qu'à la syllabe de base « jä »). Les différentes modifications du caractères sont les suivantes :
- ዠ : « jä »
- ዡ : « ju »
- ዢ : « ji »
- ዣ : « ja »
- ዤ : « jé »
- ዥ : « je »
- ዦ : « jo »
- ዧ : « jwa »

## Représentation informatique
Dans la norme Unicode, les caractères sont représentés dans la table relative à l'éthiopien, :
- ዠ : U+12E0, « syllabe éthiopienne jä »
- ዡ : U+12E1, « syllabe éthiopienne ju »
- ዢ : U+12E2, « syllabe éthiopienne ji »
- ዣ : U+12E3, « syllabe éthiopienne ja »
- ዤ : U+12E4, « syllabe éthiopienne jé »
- ዥ : U+12E5, « syllabe éthiopienne je »
- ዦ : U+12E6, « syllabe éthiopienne jo »
- ዧ : U+12E7, « syllabe éthiopienne jwa »